# Cantar de Agapito Robles
O livro Cantar de Agapito Robles é uma obra da literatura latino-americana do escritor peruano Manuel Scorza. Ele é o quarto volume do ciclo de cinco baladas intitulada "A guerra silenciosa" (La guerra silenciosa).

## Sobre o livro
Nesta obra, publicado no ano de 1977, Scorza nos conta a história que se desenrola nas montanhas do departamento de Junin, no Peru. A comunidade de San Juan de Yanacocha tem uma disputa de terras com Huarautambo, que dura 250 anos. Gerações de comuneiros sacrificando-se para defender um título de propriedade.
Agapito Robles Broncano, protagonista principal da novela, é o ouvidor oficial da comunidade às autoridades, e está determinado a restaurar a terra sem se preocupar que sua vida está em perigo, pois o proprietário das terras é o juiz de Huarautambo. Dr. Francisco Montenegro, com todo o poder da província, abusa a autoridade do seu cargo inventando acusações contra todos que disputam seu direito as terras e os envia para prisões.
Este volume, Manuel Scorza acrescenta toques de humor e fantasia para sua crônica da luta épica de Agapito Robles e seu trabalho representando os interesses dos camponeses explorados. Ele defende das armas e da falhas da justiça peruana, o direito da comunidade de Yanacocha numa dança final com a magia, e seu poncho de cores torna-se um vórtice que está queimando tudo em seu caminho.